# Regiunea Kaluga
Regiunea Kaluga (rusă Калужская область – Kalujskaia oblast) este situată în partea vestică a Rusiei. Orașul Kaluga este capitala regiunii Kaluga. 